# 旧制中等教育学校の一覧 (秋田県)
秋田県における旧制中等教育学校の一覧（きゅうせいちゅうとうきょういくがっこうのいちらん）とは、学制改革前（第二次世界大戦前）の秋田県内での旧学制の中等教育学校をまとめた一覧である。
当一覧での公立・私立の区分は現在の学校の区分を基準にしている。

## 旧制中学校

### 公立
- 日新学校洋学科（1873年）⇒ 洋学校 ⇒ 秋田県太平学校中学科 (1874年) ⇒ 秋田県太平学校変則中学科 (1876年) ⇒ 秋田県師範学校中学師範予備科 (1878年) ⇒ 秋田中学校（1882年）⇒ 秋田尋常中学校 (1886年) ⇒ 秋田県第一尋常中学校 (1898年) ⇒ 秋田県第一中学校 (1899年) ⇒ 秋田県立秋田中学校 (1901年) ⇒《新制》秋田県立秋田南高等学校 (1948年) ⇒ 秋田県立秋田高等学校（1953年）
  - 秋田県立秋田中学校附設夜間中学校 (1925年) ⇒ (廃止 1928年）
- 私立秋田県庁青年学校 (1938年) ⇒ 私立秋田夜間中学 (1942年) ⇒ 秋田県立秋田第二中学校 (1943年) ⇒ 秋田県立秋田南高等学校夜間部、通信教育部、定時制課程 (1948年) ⇒ 秋田県立秋田高等学校定時制課程・通信制課程 (1953年) ⇒ 秋田県立秋田東高等学校 (1964年) ⇒ 秋田県立秋田明徳館高等学校 (2005年)
- 秋田県第二尋常中学校（1898年）⇒ 秋田県第二中学校 (1899年) ⇒ 秋田県立大館中学校 (1901年) ⇒《新制》秋田県立大館鳳鳴高等学校 (1948年)
- 秋田県第三尋常中学校（1898年）⇒ 秋田県第三中学校 (1899年) ⇒ 秋田県立横手中学校 (1901年) ⇒《新制》秋田県立横手美入野高等学校 (1948年) ⇒ 秋田県立横手高等学校（1955年）
- 秋田県立本荘中学校（1902年）⇒《新制》秋田県立本荘高等学校 (1948年)
- 秋田県立角館中学校（1925年）⇒《新制》秋田県立角館北高等学校 (1948年) ⇒ 秋田県立角館高等学校（1954年）
  - 秋田県立角館中学校附設夜間中学
- 秋田県立能代中学校（1925年）⇒《新制》秋田県立能代南高等学校 (1948年) ⇒ 秋田県立能代高等学校（1953年）
- 秋田市立中学校（1942年）⇒《新制・統合》秋田市立高等学校 (1948年) ⇒（1982年：県立移管）秋田県立秋田中央高等学校
- 秋田県立湯沢中学校（1943年）⇒《新制》秋田県立湯沢南高等学校 (1948年) ⇒ 秋田県立湯沢高等学校（1959年）
- 能代高等女学校附設夜間中学校
- 大館高等女学校附設夜間中学校

### 私立
- 矢留中学校（1928年）⇒ 将軍野中学校 (1930年) ⇒（1933年廃校、生徒は秋田中学校へ編入、校舎は土崎商業学校が利用）

## 高等女学校

### 公立
- 秋田県立高等女学校（1901年）⇒ 秋田県立秋田高等女学校 ⇒《新制》秋田県立秋田北高等学校
- 横手町立実科高等女学校（1913年）⇒ 秋田県立横手高等女学校（1922年）⇒《新制》秋田県立横手城南高等学校
- 大館町立実科高等女学校（1913年）⇒ 大館町立大館実科高等女学校 ⇒ 秋田県大館高等女学校（1922年）⇒《新制》秋田県立大館桂高等学校 ⇒（2016年：統合）秋田県立大館桂桜高等学校
- 能代港町立能代実科高等女学校（1914年）⇒ 秋田県立能代高等女学校（1922年）⇒《新制》秋田県立能代北高等学校 ⇒（2013年：統合）秋田県立能代松陽高等学校
- 大曲女子技芸補習学校（1908年）⇒ 大曲町立実科高等女学校 ⇒ 仙北郡立仙北実習高等女学校 ⇒ 秋田県立大曲高等女学校（1923年）⇒《新制》秋田県立大曲高等学校
- 本荘町立実科高等女学校（1920年）⇒ 秋田県立本荘高等女学校（1924年）⇒《新制》秋田県立由利高等学校
- 湯沢町立湯沢実科高等女学校（1918年）⇒ 秋田県立湯沢高等女学校（1926年）⇒《新制》秋田県立湯沢北高等学校 ⇒（2011年：統合）秋田県立湯沢翔北高等学校
- 花輪町立花輪実科高等女学校（1925年）⇒ 秋田県立花輪高等女学校（1928年）⇒《新制》秋田県立花輪高等学校 ⇒（2024年：統合）秋田県立鹿角高等学校
- 小坂町立小坂実科高等女学校（1916年）⇒ 秋田県小坂高等女学校（1939年）⇒《新制》（小坂町立）小坂高等学校 ⇒ 秋田県立小坂高等学校（1948年）⇒（2024年：統合）秋田県立鹿角高等学校
- 秋田県立角館高等女学校（1928年）⇒《新制》秋田県立角館南高等学校 ⇒（2014年：統合）秋田県立角館高等学校
- 土崎港町立実科高等女学校（1920年）⇒ 秋田県土崎高等女学校（1932年）⇒ 秋田市土崎高等女学校 ⇒ 秋田市立高等女学校 ⇒《新制・統合》秋田市立高等学校 ⇒（1982年：県立移管）秋田県立秋田中央高等学校
- 増田町立実科高等女学校（1923年）⇒ 秋田県立増田高等女学校（1943年）⇒《新制》秋田県立増田高等学校
- 鷹巣町立実科高等女学校（1927年）⇒ 秋田県立鷹巣高等女学校（1943年）⇒《新制》秋田県立鷹巣高等学校 ⇒（2011年：統合）秋田県立秋田北鷹高等学校
- 秋田県立五城目実科高等女学校（1942年）⇒ 秋田県立五城目高等女学校（1943年）⇒《新制》秋田県立五城目高等学校

### 私立
- 私立女子職業学校（1909年）⇒ 聖霊学院女子職業学校 ⇒ 聖霊学院女子学院 ⇒ 聖霊学院高等女学院 ⇒ 聖霊高等女学校（1941年）⇒《新制》聖霊高等学校 ⇒ 聖霊女子短期大学付属高等学校 ⇒ 聖霊学園高等学校（2024年）
- 秋田女子技芸学校（1907年）⇒ 秋田高等家政女学校（1933年）⇒ 秋田女子実業学校 ⇒《新制》敬愛学園高等学校 ⇒ 国学館高等学校（1979年）
- 秋田愛国女学館（1928年）⇒《新制》秋田女学館高等学校 ⇒ 秋田和洋女子高等学校（1949年）⇒ 秋田令和高等学校（2020年）
- 阿仁実科女学校（1913年）

## 実業学校

### 公立

#### 鹿角
- 秋田県立鹿角工業学校（1943年）⇒《新制》秋田県立鹿角工業高等学校 ⇒（1951年：統合）秋田県立小坂高等学校毛馬内校 ⇒（1952年：独立）秋田県立毛馬内高等学校 ⇒ 秋田県立十和田高等学校（1959年）⇒（2024年：統合）秋田県立鹿角高等学校

#### 北秋田
- 北秋田郡立農林学校 ⇒ 秋田県立農林学校 ⇒ 秋田県立鷹巣農林学校 ⇒《新制》秋田県立鷹巣農林高等学校 ⇒（2011年：統合）秋田県立秋田北鷹高等学校
- 秋田県立大野岱女子農業学校（1945年）⇒ 秋田県立米内沢農業学校 ⇒《新制》秋田県立米内沢高等学校 ⇒（2011年：統合）秋田県立秋田北鷹高等学校

#### 山本
- 能代港町立工業補助学校（1906年）⇒ 秋田県工業講習所（1912年）⇒ 秋田県立能代工業学校（1927年）⇒《新制》秋田県立能代工業高等学校 ⇒（2021年：統合）秋田県立能代科学技術高等学校
- 能代女子実業学校（1945年：商業科・農業科）⇒（1947年：農業科が分離独立）秋田県立能代農業学校 ⇒《新制》秋田県立能代農業高等学校 ⇒ 秋田県立能代西高等学校（1994年）⇒（2021年：統合）秋田県立能代科学技術高等学校
- 能代青年団夜間学校（1906年）⇒ 能代商業実修学校（1912年）⇒ 能代商業専修学校（1939年）⇒（1945年：戦時非常措置で廃校）
- 能代補習学校（1916年）⇒ 能代家政女学校（1929年）⇒ 能代女子実業学校（1945年：商業科・農業科）⇒（1947年：農業科を分離）能代実業学校 ⇒《新制》能代市立高等学校 ⇒ 能代市立商業高等学校（1952年）⇒ 能代市立能代商業高等学校（1992年）⇒（2013年：統合）秋田県立能代松陽高等学校

#### 南秋田
- 秋田県立金足農業学校（1928年）⇒《新制》秋田県立金足農業高等学校
- 秋田県立水産学校（1946年）⇒《新制》秋田県立船川水産高等学校 ⇒ 秋田県立海洋技術高等学校（1996年）⇒（2004年：統合）秋田県立男鹿海洋高等学校

#### 河辺・秋田
- 秋田県立秋田工業学校（1904年）⇒《新制》秋田県立秋田工業高等学校
- 秋田市商業学校（1920年）⇒（1944年：戦時非常措置）秋田市立工業学校 ⇒ 秋田市立商業学校（1946年）⇒《新制》秋田市立商業高等学校 ⇒ 秋田市立秋田商業高等学校（1961年）
  - 土崎商業学校（1920年）⇒ 秋田市土崎商業学校（1941年）⇒（1942年：秋田市商業学校に統合）

#### 由利
- 秋田県立西目農業学校（1942年）⇒《新制》秋田県立西目農業高等学校 ⇒ 秋田県立西目高等学校（1988年）
- 矢島町立農業専修科（1926年）⇒《新制》秋田県立矢島高等学校

#### 仙北
- 秋田尋常中学校農業専修科（1893年：南秋田郡寺内村）⇒ 秋田県簡易農学校 ⇒ 秋田農学校（1899年）⇒ 秋田県農学校 ⇒ 秋田県農業学校 ⇒ 秋田県立農業学校 ⇒ 秋田県立秋田農業学校 ⇒（1904年：仙北郡大曲町へ移転）⇒ 秋田県立大曲農業学校 ⇒《新制》秋田県立大曲農業高等学校

#### 平鹿
- 秋田県横手町立工業学校（1943年）⇒（1946年：県立移管）秋田県立横手工業学校 ⇒《新制》秋田県立横手工業高等学校 ⇒（2004年：中高一貫化）秋田県立横手清陵学院中学校・高等学校

## 盲唖学校
- 秋田県立盲唖学校 ⇒ 秋田県立盲学校、秋田県立聾学校 ⇒ 秋田県立視覚支援学校、秋田県立聴覚支援学校